# الصليف (الحديدة)

تعديل مصدري - تعديل

الصليف هي مدينة ومركز مديرية الصليف بمحافظة الحديدة اليمنية، بلغ تعداد سكانها 1204 نسمة حسب الإحصاء الذي أجري عام 2004.